# Funicolare Zecca-Righi

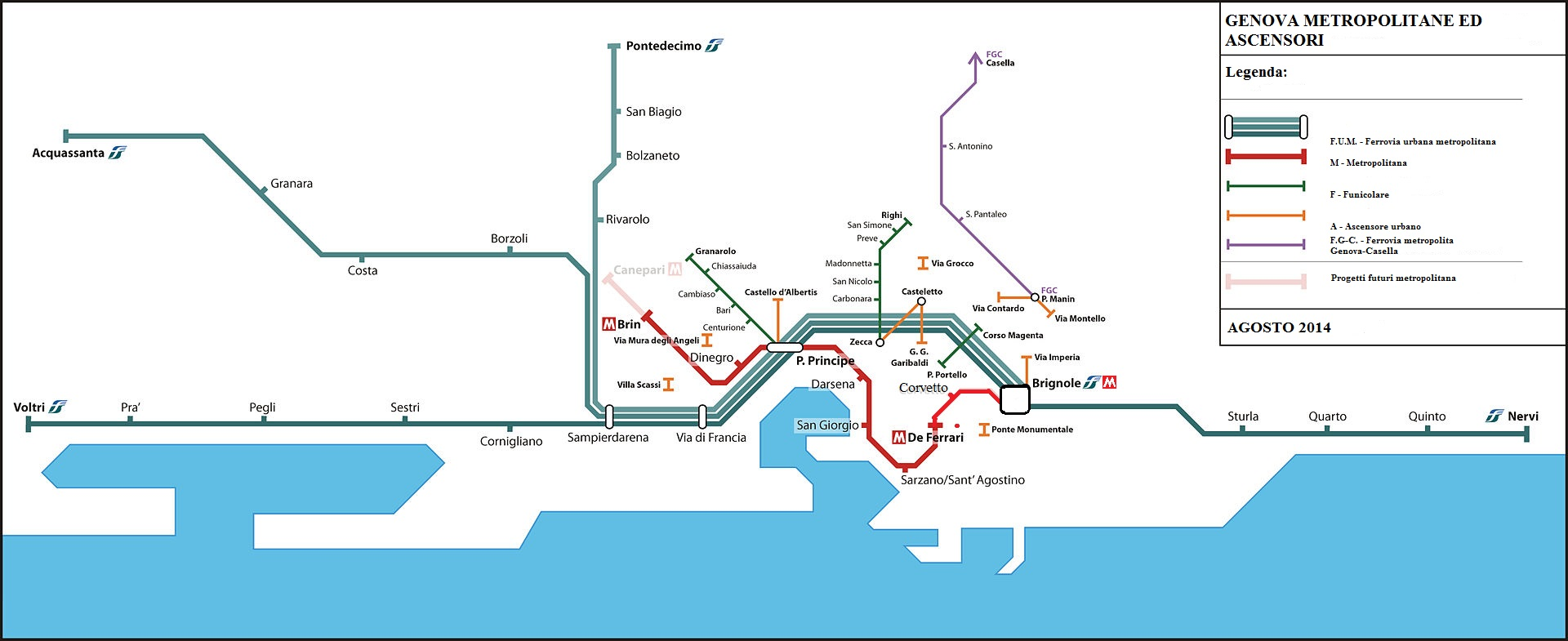
Sistema integrato delle linee metropolitane e ferroviarie della città di Genova

La funicolare Zecca - Castellaccio, comunemente e storicamente detta Funicolare del Righi, è una linea urbana a trazione funicolare della città di Genova gestita da AMT Genova, che collega largo Zecca con l'altura detta del Righi, nella località Castellaccio, alle pendici del monte Peralto.

## Storia
Nel 1890 gli amministratori genovesi approvarono il progetto presentato da due cittadini svizzeri, da tempo trapiantati in Liguria, Franz Josef Bucher e suo figlio Teodoro, che avevano già costruito similari impianti a vocazione turistica in patria. Il progetto prevedeva la costruzione di un impianto diviso in due tronchi: il primo, in galleria, tra largo Zecca e la chiesa di San Nicola, e il secondo allo scoperto fino al Castellaccio. Il 25 agosto la giunta comunale autorizzò la concessione per la realizzazione e la gestione di questo impianto oltre che di altri similari e di linee tranviarie.
Lo stesso Bücher decide di dare alla linea il nome di "Funicolare del Righi" mutuato dalle cremagliere svizzere del monte Rigi (pronunciato righi in tedesco), che Bucher aveva già realizzato in patria, al cui successo turistico si ispirò per quella genovese. La zona collinare in prossimità della stazione finale in località Castellaccio da allora viene comunemente detta il Righi, o semplicemente Righi.

### Dalla SFEF all'UITE

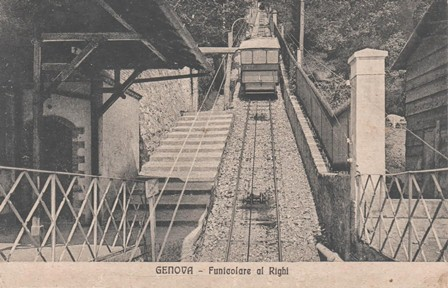
Genova, Funicolare del Righi, 1919

Il successivo 18 febbraio 1891 fu dunque costituita a Kerns la Società di Ferrovie Elettriche e Funicolari (SFEF), con capitale sociale di 1.500 Lire. Il 29 ottobre 1892 un progetto di massima venne redatto dagli ingegneri Luigi Mignacco e Carlo Pfaltz; quest'ultimo, austriaco, aveva già lavorato alla galleria del Gottardo e alla Succursale dei Giovi. Avviati i lavori di costruzione degli impianti, nel 1894 essi risultavano quasi terminati; contestualmente nel capitale aziendale subentrò la AEG, che assunse la titolarità del progetto, nel frattempo sottoposto a varianti l'ultima delle quali approvata il 1º ottobre dello stesso anno, nominando quale Direttore responsabile lo stesso Pfalz.
Il tronco a monte, di più semplice esecuzione, fu inaugurato il 28 settembre 1895 mentre per quello a valle, completamente in galleria, si dovette attendere il 15 febbraio 1897, sebbene il collaudo finale si ottenne soltanto il 17 gennaio 1912.
Si trattava, in pratica, di due impianti distinti che condividevano la stazione di San Nicola dove i passeggeri dovevano effettuare il trasbordo tra le cabine.
Nel 1895 l'AEG fondò a Genova la società Unione Italiana Tranvie Elettriche (UITE) allo scopo di rilevare e accorpare i servizi ferrotranviari svolti in città a cura della controllata SFEF e delle due altre aziende titolari di concessione: il subentro effettivo avvenne il 22 settembre 1901.

### Il periodo fra le due guerre
Nel 1906, in seguito a una protesta sindacale condotta a livello nazionale ricordata, da una delle rivendicazioni, come "sciopero dei vetri", anche le vetture della funicolare furono dotate di testate chiuse al fine di proteggere i manovratori dalle intemperie. Terminata la prima guerra mondiale e fino al secondo dopoguerra la stazione inferiore venne denominata Piazza Corridoni, nome assunto in tale periodo dal largo della Zecca.
Gli anni venti, oltre al rinnovo delle vetture, videro il potenziamento dell'impianto di trazione a monte, che grazie anche alla maggiore velocità consentì di istituire la nuova fermata intermedia sotto Corso Carbonara, attivata il 1º gennaio 1930, in corrispondenza del punto in cui le vetture sostavano per consentire la corrispondente fermata all'altra vettura presso San Simone..
Nel 1937 presso la stazione d'incrocio di San Nicola l'originario attraversamento a raso fu sostituito da una passerella che consentiva di scavalcare i binari e la fune; il traffico nel frattempo aveva registrato un significativo aumento nel numero dei passeggeri e dei colli trasportati. Scoppiato il secondo conflitto, i bombardamenti del 7 novembre 1942 indussero pesanti danni all'impianto superiore imponendone la chiusura, mentre le gallerie di quello inferiore furono riadattate a rifugio antiaereo.

### Gli anni Sessanta e la ricostruzione dell'impianto

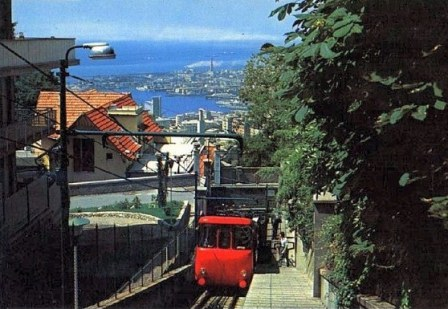
Genova, Funicolare del Righi, cartolina a colori

Il dopoguerra vide un lavoro di lenta ricostruzione, con la riapertura dei due impianti in tempi diversi (nel 1945 quello superiore, l'anno successivo quello inferiore) e la successiva riattivazione delle fermate di San Simone (17 luglio 1958) e Madonnetta (21 settembre 1959).
Il 17 maggio 1960 l'UITE inviò al Comune il progetto definitivo per il radicale rinnovamento degli impianti, i cui lavori furono avviati il 24 maggio 1963; dopo aver accantonato l'ipotesi di sostituire l'impianto a monte con una funivia, si decise di unificare le due linee in un unico impianto che avrebbe avuto la stazione di San Nicola quale sede di raddoppio intermedio, con lo spostamento a monte di 34 metri della stazione del Righi e conseguente demolizione dell'originario chalet in legno. Oltre alla ricostruzione totale del tracciato, si provvide alla sostituzione del materiale rotabile. La ditta Bell di Lucerna terminò i lavori nel novembre 1964 ma, a causa di un contenzioso con la commissione ministeriale che avrebbe dovuto collaudare i lavori, la funicolare entrò in servizio soltanto il 28 febbraio 1966.

### L'età contemporanea

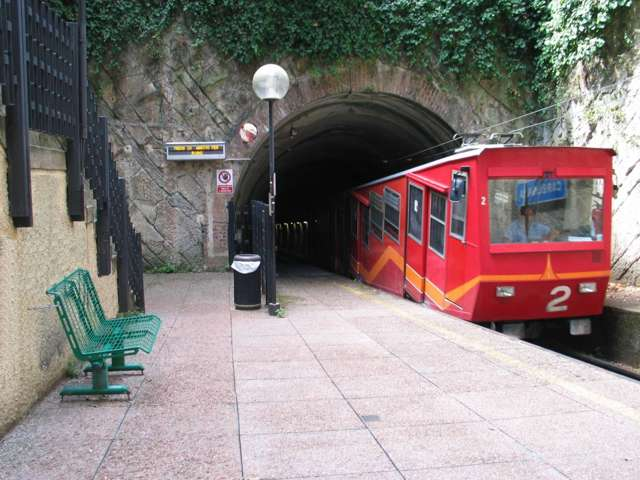
Vettura in arrivo alla stazione di Carbonara dalla Zecca nel 1995

Alla fine degli anni ottanta si rese nuovamente necessario un adeguamento alle normative, nel frattempo mutate, che richiedevano fra l'altro l'installazione di un sistema frenante supplementare; i relativi lavori, appaltati l'anno prima,, furono avviati nel 1987 a cura di un'Associazione Temporanea d'Imprese tra Ansaldo ed Agudio. I lavori comportarono il rifacimento della via di corsa e delle banchine delle stazioni, allungate per permettere l'utilizzo di nuove vetture più lunghe delle precedenti, e delle parti meccaniche oltre che un aumento dell'automazione. La funicolare rientrò in servizio nel marzo 1990.
Dopo 20 anni di servizio, il 1º aprile 2010 la funicolare Zecca-Righi chiuse fino al successivo 27 novembre per essere sottoposta alla normale revisione ventennale. Durante questa chiusura sono state apportate significative modifiche all'impianto, dotato fra l'altro di due nuovi motori da 458 kW. Le vetture sono state riverniciate e i loro interni sono stati completamente rifatti: alle finestre sono stati montati veri vetri, i seggiolini non sono più di plastica ma di stoffa, le porte non sono più aperte ad aria compressa ma elettricamente. Le obliteratrici sono state rimosse dall'interno delle vetture per essere posizionate presso le varie stazioni ed è stato installato un sistema di video-sorverglianza sia presso le stazioni sia all'interno delle cabine. Sono stati cambiati numerosi rulli posti lungo i binari e le pulegge.

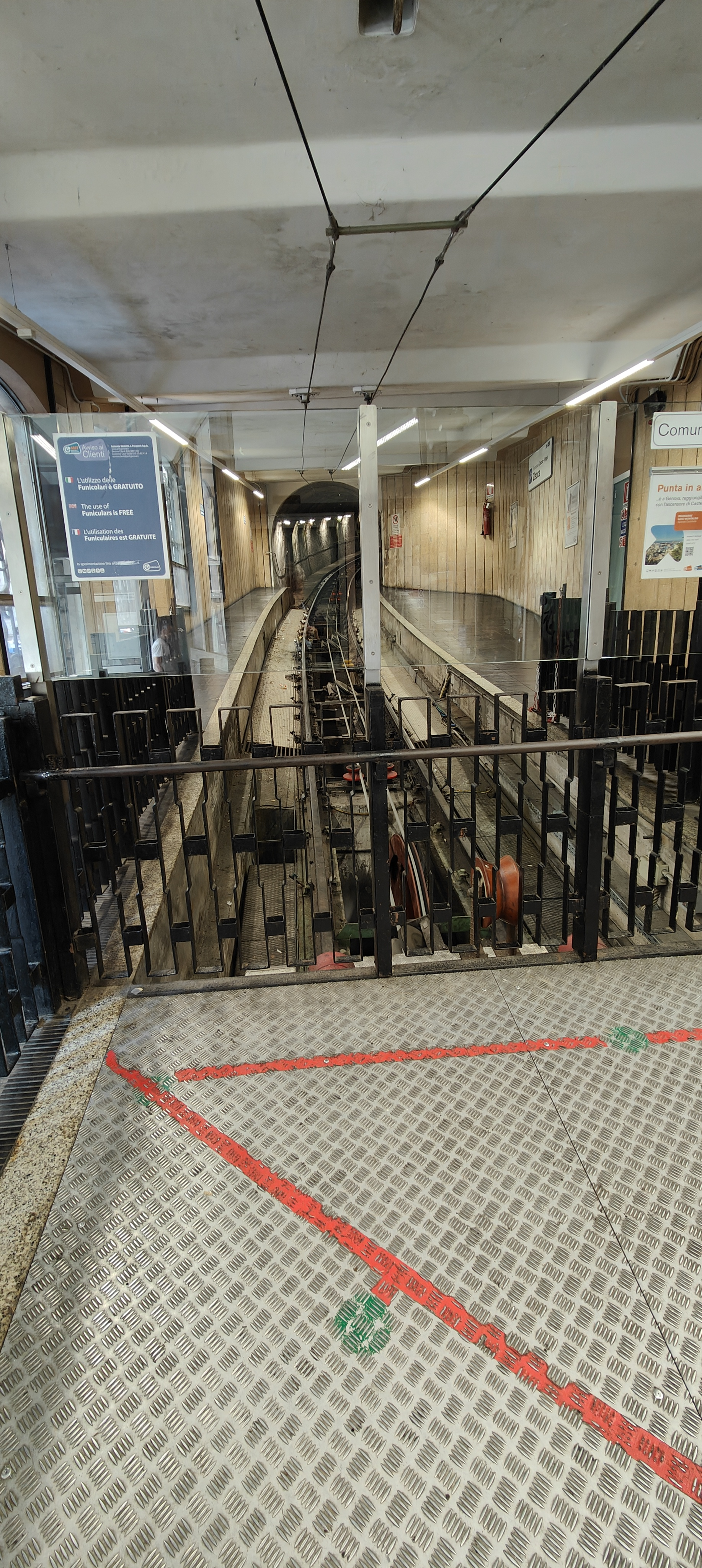
La stazione di partenza, largo Zecca, v.Targa, Genova città

## Caratteristiche

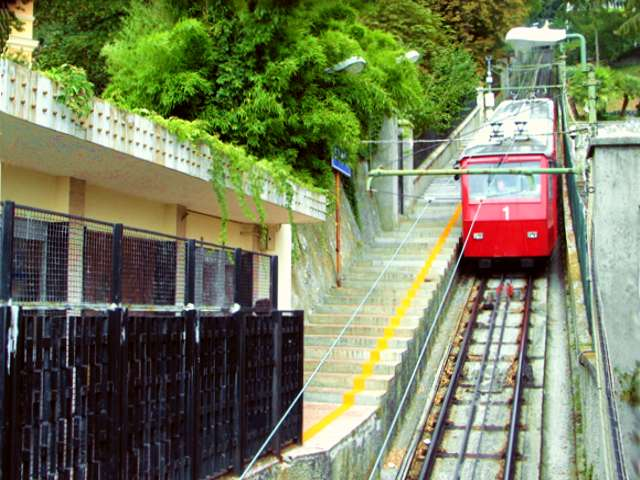
Fermata San Simone

La linea è costituita da un solo binario, a scartamento metrico, che si sdoppia nel punto mediano per consentire l'incrocio delle cabine.
L'intera linea copre un dislivello di 279 metri passando dai 13 della stazione a valle ai 292 di quella a monte, per una lunghezza complessiva di 1428 metri e una pendenza media del 19,1%.
La velocità del cavo traente, del diametro di 42 mm, è pari a 6 metri al secondo e consente di coprire il percorso in un tempo di 12 minuti. Le due vetture articolate dispongono di 33 posti a sedere per una capienza complessiva di 150 persone.
L'anello trattivo è composto dal citato cavo traente e dal cavo zavorra, a valle, del diametro di 24 mm.

### Percorso
| Head station |

| Stop on track |

| Unknown route-map component "HSTeBHF" |

| Stop on track |

| Unknown route-map component "SPLa" |

| Unknown route-map component "vBHF" |

| Unknown route-map component "SPLe" |

| Unknown route-map component "tZOLL" |

| Unknown route-map component "HSTeBHF" |

| Unknown route-map component "tZOLL" |

| Unknown route-map component "tKBHFe" |

La tratta superiore presentava in origine una lunghezza di 661,5 metri, con una sede larga 3 metri. Dopo un primo tratto realizzato in rilevato, a partire dalla stazione di San Nicola si incontra un sottopasso, il viadotto San Nicolò ad archi in muratura e altri sottopassi minori a travate metalliche. Dalla metà del piano inclinato, dove originariamente era presente il binario di raddoppio, fino alle Mura delle Chiappe la linea prosegue a livello del terreno. Oltre al cavalcavia in mattoni su via Domenico Chiodo, questo tratto si caratterizza per la massima pendenza del 35%, raggiunta in corrispondenza della rampa finale. Questa tratta comprende le fermate intermedie di Madonnetta, a servizio dell'omonimo santuario, via Preve e San Simone, all'altezza di via Domenico Chiodo e nelle adiacenze del convento delle carmelitane. La stazione di Righi posta alla sommità dispone di una serie di terrazze panoramiche.
La fermata intermedia di San Nicola, trasformata in punto di incrocio, è situata immediatamente sopra la chiesa di San Nicola da Tolentino di Corso Firenze.
La seconda tratta realizzata, quella inferiore, era lunga circa 700 metri e aveva quale punto d'incrocio la stazione di Carbonara, realizzata in trincea aperta all'interno dei giardini che caratterizzano l'omonimo corso.
Durante il transito in galleria le vetture effettuano le soste intermedie corrispondenti alle due fermate a monte di San Simone e di Madonnetta.
La stazione di San Nicola è equidistante da quelle di via Preve e di Carbonara: ciò comporta la fermata contemporanea delle cabine in corrispondenza delle due stazioni.

## Materiale rotabile
Le vetture della dotazione originaria erano costituite da due coppie di rotabili, numerati 1-2 e 3-4, in servizio sui due distinti impianti in cui la funicolare era allora divisa.
- Le unità 1 e 2, di costruzione Miani & Silvestri, furono consegnate nel 1895, erano lunghe 7,450 metri e dotate di presa ad asta e rotella per l'illuminazione interna. Caratterizzate da una massa a vuoto di 4,5 t offrivano 24 posti a sedere e 10 in piedi.
- Le unità 3 e 4, fornite nel 1897 dal medesimo costruttore, erano di maggiori dimensioni, con una lunghezza di 8,5 m e una massa a vuoto di 5,3 t, ed offrivano 32 posti a sedere e 10 in piedi[17]

Fra il 1925 e il 1928 si provvedette a ricostruire le due vetture della tratta superiore, operazione condotta dalla Piaggio, che portò ad un incremento di capacità delle stesse a 40 posti totali.
L'ammodernamento del 1963 comportò la sostituzione delle quattro unità preesistenti con due nuove vetture a grande capacità realizzate dalla Carrozzeria Chinetti di Varese. Dotata di cassa portante che poggiava su due carrelli, ciascuna unità offriva 100 posti totali di cui 24 a sedere.
Ultime ad essere entrate in servizio, le vetture utilizzate dal 1990 sono state realizzate dall'allora Nuova Agudio, società specializzata in questo genere di costruzione, e sono costituite da due casse poggianti ciascuna su due assi, con articolazione centrale. Ogni vettura dispone di 156 posti totali a disposizione dei viaggiatori.